# Justiça da selva
Justiça da selva ou justiça da turba é uma forma de execução extrajudicial pública que pode ser encontrada na Nigéria e nos Camarões, onde um suposto criminoso é publicamente humilhado, espancado e sumariamente executado por justiceiros ou por uma multidão enfurecida. Os tratamentos podem variar desde um “tratamento lamacento”, em que o alegado criminoso é forçado a rolar na lama durante horas, até espancamentos severos seguidos de execução sumária, onde um pneu de borracha encharcado de gasolina é forçado em volta do peito e dos braços da vítima e incendiado. Esta forma de justiça das ruas ocorre onde um sistema judiciário disfuncional e corrupto e a aplicação da lei “perderam toda a credibilidade. Os princípios europeus de justiça também ficaram desacreditados”.
Exemplos notáveis incluem os Bakassi Boys e os quatro linchamentos de Aluu.